# Драммонд, Джон Дэвид, 8-й граф Перт
Джон Дэвид Драммонд, 8-й граф Перт (англ. John David Drummond, 8th Earl of Perth; 13 мая 1907 — 25 ноября 2002) — шотландский пэр, банкир и политик. Он носил титул учтивости — виконт Страталлан с 1937 по 1951 год. Из-за сложной истории графства Перт его иногда неофициально считали 17-м графом Пертом.
Титулы: 17-й граф Перт (с 15 декабря 1951 года), 11-й виконт Страталлан (с 15 декабря 1951), 13-й лорд Мадерти (с 15 декабря 1951), 11-й лорд Драммонд из Кромликса (с 15 декабря 1951) и 21-й лорд Драммонд (с 15 декабря 1951 года).

## Происхождение и образование
Родился 13 мая 1907 года. Единственный сын Джеймса Эрика Драммонда, 7-го графа Перта (1876—1951), и достопочтенной Анджелы Мэри Констебл-Максвелл (1877—1965), дочери Мармадьюка Констебла-Максвелла, 11-го лорда Херриса из Терреглса (1837—1908).
Будучи католиком, он получил образование в школе Даунсайд (Бат, графство Сомерсет) и в Тринити-колледже Кембриджского университета. Поскольку его родители путешествовали по работе отца, Дэвид Драммонд провел большую часть своего детства со своей тетей по материнской линии, герцогиней Норфолк.

## Карьера
Начав банковскую карьеру, во время Второй мировой войны молодой Джон Драммонд отправился в Париж, чтобы помочь Ноэлю Кауарду в офисе пропаганды, затем вернулся в Лондон, чтобы работать в офисе военного кабинета, а затем в Министерстве производства, будучи нанятым Энтони Иденом. В 1945 году, после войны, он стал работать в компании и был партнером до 1956 года.
После смерти отца в декабре 1951 года он унаследовал титул графа Перта и был шотландским пэром-представителем с 1952 по 1963 год. В 1957 году, несмотря на то, что он не был членом Консервативной партии, был назначен государственным министром по колониальным делам в правительстве Гарольда Макмиллана и занимал эту должность до 1962 года. В 1957 году он был назначен членом Тайного совета Великобритании. Перт также был первым комиссаром по делам короны с 1962 по 1977 год, председателем Фонда Дитчли с 1963 по 1966 год и председателем Комитета по рассмотрению экспорта произведений искусства с 1972 по 1976 год.
Он был защитником шотландского искусства и наследия, был попечителем Национальных музеев Шотландии и Национальной библиотеки Шотландии, а также членом Общества антикваров.

## Личная жизнь
4 августа 1934 года лорд Перт женился на американке Нэнси Сеймур Финк (? — 7 июня 1996), дочери Реджинальда Финка, в Нью-Йорке. Они жили в Стобхолле, недалеко от Стэнли в Тейсайде. У супругов было двое сыновей:
- Джон Эрик Драммонд, 18-й граф Перт (7 июля 1935 — 27 марта 2023), старший сын и преемник отца.
- Достопочтенный Джеймс Реджинальд Драммонд (род. 28 июля 1938).

Лорд Перт скончался в ноябре 2002 года в возрасте 95 лет. Ему наследовал его старший сын, Джон Эрик Драммонд, 9-й граф Перт, который умер в марте 2023 года в возрасте 87 лет.